# صرد محمر الذنب

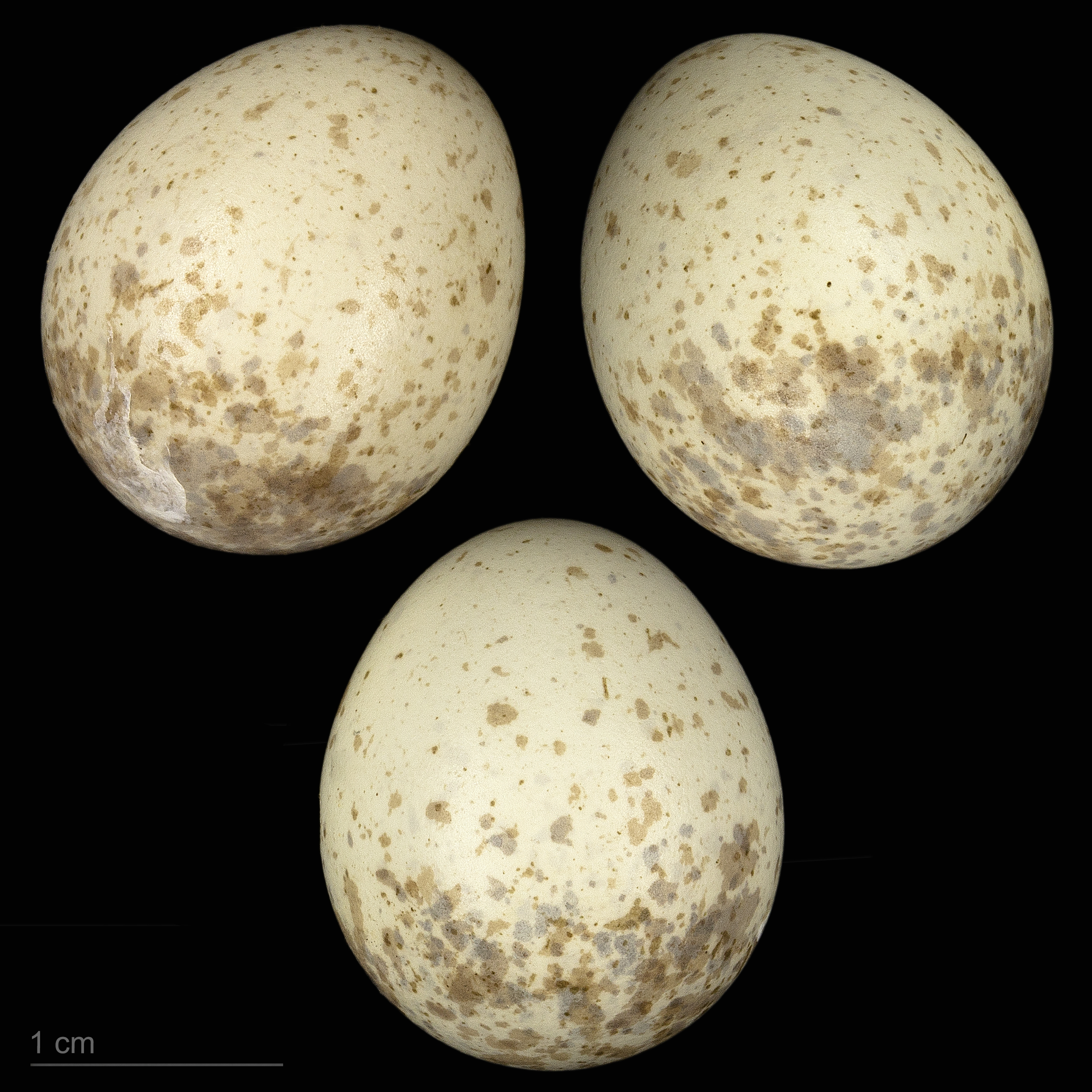
Lanius isabellinus phoenicuroides

الصرد محمر الذنب (الصرد التركستاني) اسمه باللغة الإنجليزية (Turkestan Shrike) أو (Red-tailed Shrike) اسمه العلمي هو (Lanius phoenicuroides)
الصرد المحمر الذنب يختلف عن (الصرد الأشهب أو دقناش أشهب) ، حيث تم تصنيف الأشهب بأنه نوع مستقل، الاسم العلمي للصرد الأشهب (دقناش أشهب) هو (Lanius isabellinus) ولم يتم تغييرالاسم العلمي (الاسم العلمي: Lanius isabellinus) (بالإنجليزية: Isabelline Shrike)‏ .
الصرد التركستاني هو طائر ينتمي إلى دقنوش (فصيلة: Laniidae)
، والذي يعرف أيضاً بالأشول ، وهو المثيل الشرقي للصرد المحمر الظهر (بالإنجليزية: Red-backed Shrike)‏.
يتكاثر الصرد المحمر الذنب في جنوب سيبيريا وآسيا الوسطى والصين وشمال أفريقيا، ويوجد منه عرقان، يعتبران في بعض الأحيان نوعين منفصلين عن بعضهما، ويقضي هذا الطائر فترة الشتاء في المناطق الاستوائية. ينتشر الصرد المحمر الذنب في الصحاري والسهول الجافة التي تكثر فيها أشجار السنط، ويعشش غالباً في الشجيرات الكثيفة.
يعتبر الصرد من الطيور الجاثمة، ويتغذى بشكل أساسي على الحشرات والطيور الصغيرة، ويفضل غرس الجثة في عود أو غصن. يصل طول جسم الصرد البالغ إلى ما يقارب 18 سم، ويتميز بلونه الرملي وذنبه الأحمر الذي يمكن من خلاله تمييزه عن الصرد المحمر الظهر الذي يحمل شبهاً كبيراً به، كما يمكن التمييز بين هذه الطيور بوضوح في فترة الصغر، لوجود علامات أخفت وأبهت في الجهة السفلية.